# マンブルゴッチ
マンブルゴッチは、かつてプロダクション人力舎で活動していたお笑いコンビ。1995年結成。2002年解散。

## メンバー
- 川村 龍俊（かわむら たつとし、1976年5月5日（48歳）- ）ボケ担当
  - 東京都出身。
  - 解散後は、ヒップホップグループ「オトノ葉Entertainment」での活動を経て、芸能界を引退。

- 藤堂 雄太（とうどう ゆうた、1977年1月25日（48歳）- ） ツッコミ担当
  - 東京都杉並区出身。
  - 解散後は、トリオ「グーニーズ」として活動。現在はピン芸人「ゆってぃ」として活動中。

## 来歴
堀越高等学校で友達だった2人が1995年にコンビ結成した。名前の由来は2人の学生時代に流行っていた「マンブルゴッチ」（使い方の例：「マンブルゴッチ面白い」）という言葉からきている。デビュー当初から、お洒落な風貌であった。
川村が突如「世の中には色々なニュースがあって、お笑い芸人はそれを笑いにして伝えるじゃん？でも俺はそれを真面目に伝えたい」と言って、解散を持ちかけた。その後、川村はヒップホップグループ「オトノ葉Entertainment」を結成し、ボーカルを担当。藤堂は人力舎に残り、トリオ「グーニーズ」としての活動を経て、ピン芸人「とーどーゆーた」として活動。2008年9月に「ゆってぃ」と改名し、現在もピン芸人として活動を続けている。
2018年7月15日放送のEXD44の企画「前の相方を説得してコンビでネタが出来たら10万円」にて、藤堂が川村を説得し16年ぶりにコンビでネタを披露した。

## 芸風
ネタは主にコントだが、漫才を行う事もある。爆笑オンエアバトルで初オンエアを獲得した時は漫才を披露しており、記録は417KBで3位だった。

## 出演

### テレビ番組
- ブレイクもの!（フジテレビ）
- 爆笑オンエアバトル（NHK総合）戦績3勝6敗 最高425KB
  - 藤堂はピン芸人となってから後継番組の『オンバト+』で2度オンエアを獲得している。番組での最後のオンエアから『オンバト+』での初オンエアまで10年以上の歳月を費やしている[3]。
- 王様のお夜食（TBSテレビ）
- 王様のブランチ（TBSテレビ）- 2000年4月～9月まで、海砂利水魚（現くりぃむしちゅー）の後を継いでレポーター出演。
- ボキャブラ天国（フジテレビ）- キャッチコピーは「堀越学園の一番星」。
- 未来戦隊タイムレンジャー（テレビ朝日）- 川村のみ
- 救急戦隊ゴーゴーファイブ（テレビ朝日）- 川村のみ